# Йоган Анкер
Йоган Анкер (норв. Johan Anker; 26 червня 1871, Фредріксгалл, нині Галден — 2 жовтня 1940, Осло) — норвезький яхтсмен і конструктор яхт, олімпійський чемпіон. Брав участь у літніх Олімпійських іграх 1908, 1912 і 1928 років.
У 1908 році зайняв четверте місце як член екіпажу норвезької яхти «Фрам» на Літні Олімпійські ігри 1908. 1912 року як член екіпажу норвезької яхти «Магда IX» виборов золоту медаль. На Олімпіаді 1928 виборов свою другу золоту медаль як член екіпажу яхти «Norna».
Міжнародне визнання як конструктор яхт отримав після створення «Дракона».
Батько яхтсмена Еріка Анкера, який разом з Йоганом став олімпійським чемпіоном у складі екіпажу яхти «Norna».